# Balak (mytologi)
Balak var i hebreisk mytologi kung av Moab.
I ett stycke i Bibeln berättas det att Balak försökte stoppa israeliterna genom profeten Bileam.